# Діпгорн
Діпгорн (нід. Diphoorn) — селище в нідерландській провінції Дренте. Входить до муніципалітету Куворден.
Його площа становить 0,42 км², а населення станом на 2021 рік складало 60 осіб.
Перша згадка про населений пункт датується 1542 роком.